# The Waiting Game (Tina Brooks)
| Recensione | Giudizio |
| ---------- | -------- |
| AllMusic   | [ 1 ]    |

The Waiting Game è un album discografico del sassofonista jazz statunitense Tina Brooks, pubblicato dalla casa discografica Blue Note Records nell'ottobre del 1999.

## Tracce
Brani composti da Tina Brooks, eccetto dove indicato
1. Talkin' About – 7:41
2. One for Myrtle – 4:39
3. Dhyana – 6:53
4. David the King – 6:40
5. Stranger in Paradise – 7:32 (George Forrest, Robert Craig Wright; da una melodia di Alexander Borodin)
6. The Waiting Game – 6:12

## Musicisti
- Tina Brooks - sassofono tenore
- Johnny Coles - tromba
- Kenny Drew - pianoforte
- Wilbur Ware - contrabbasso
- Philly Joe Jones - batteria

Note aggiuntive
- Alfred Lion - produttore originale
- Michael Cuscuna - produttore edizione su CD
- Registrato il 2 marzo 1961 al Van Gelder Studio di Englewood Cliffs, New Jersey (Stati Uniti)
- Rudy Van Gelder - ingegnere delle registrazioni
- Francis Wolff - fotografie (copertina frontale del CD e inserti fotografici interno copertina del CD)
- Kaoru Taku / Toshiba EMI Ltd - design copertina[3]